# Soundso
Soundso es el tercer álbum del grupo de pop rock alemán Wir sind Helden y fue publicado en 2007. El nombre es juego de palabras que se produce al juntar la expresión alemana so und so, de manera que aparece la palabra inglesa sound.

## Listado de canciones
1. (Ode) an die Arbeit (Judith Holofernes, Jean-Michael Tourette) – 3:42
2. Die Konkurrenz(Holofernes, Mark Tavassol) – 3:44
3. Soundso (Tavassol) - 4:14
4. Für nichts garantieren (Tavassol, Holofernes) - 4:22
5. Kaputt (Tourette, Holofernes) - 3:08
6. Labyrinth (Holofernes, Tourette, Tavassol, Pola Roy) - 4:14
7. The Geek (shall inherit) (Tavassol, Holofernes) - 3:40
8. Endlich ein Grund zur Panik (Tourette, Holofernes) - 3:43
9. Der Krieg kommt schneller zurück, als du denkst (Tourette, Holofernes, Tavassol) - 2:45
10. Hände hoch (Tavassol, Tourette, Holofernes) - 4:36
11. Stiller (Roy, Holofernes) - 4:21
12. Lass uns verschwinden (Roy, Holofernes, Tavassol, Tourette) - 4:14